# Nólsoy (Nólsoy)
Nólsoy [ˈnœlsɔi] és una localitat de l'illa de Nólsoy, a les illes Fèroe. Forma part del municipi de Tórshavn, capital de l'arxipèlag. L'1 de gener de 2021 tenia 234 habitants.
Es triga 20 minuts en arribar a Nólsoy des de Tórshavn en vaixell. Es pot accedir al poble des del port caminant passant per sota de les mandíbules d'una balena gegant. El petit poble costaner està format per cases i edificis de colors, situades extremadament a prop les unes de les altres per a protegir-se millor de les tempestes. Es troba a la costa oest de l'illa de Nólsoy, enfront de l'illa de Streymoy, molt més gran. Cada dia alguns habitants del poble se'n van a treballar a Tórshavn; hi ha gent que ha aprofitat els preus més assequibles que a la capital per a instal·lar-s'hi.
Cada any, a principis d'agost, Nólsoy organitza un festival cívic anomenat Ovastevna. Es fa per commemorar la gesta d'Ove Joensen, que el 1986 va remar des de les illes Fèroe fins a Dinamarca en un vaixell tradicional feroès. Va morir el 1987.